# Ненсі Ендрюс (біолог)
Ненсі К. Ендрюс (англ. Nancy C. Andrews; нар. 29 листопада 1958) — американська біологиня та лікарка, відома дослідженнями гомеостазу заліза. Раніше обіймала посаду декана медичного факультету Університету Дьюка.

## Біографія
Ендрюс виросла в Сірак'юсах, штат Нью-Йорк. Вона здобула ступінь бакалавра та магістра в Єльському університеті, де проводила магістерські дослідження з молекулярної біофізики та біохімії під керівництвом Джоан Стейтц, а аспірантуру — під керівництвом Девіда Балтимора. Вона здобула ступінь доктора філософії в Массачусетському технологічному інституті (1985) та доктора медицини в Гарвардській медичній школі (1987). Її постдокторська робота була виконана у Стюарта Оркіна в Дитячій лікарні Бостона.
1991 року Ендрюс почала працювати у Гарвардському університеті, Бостонській дитячій лікарні та Інституті раку Дана-Фарбер, а 2003 року став завідувачкою кафедри та деканом з фундаментальних наук та аспірантури Гарвардської медичної школи. 2007 року Ендрюс стала першою жінкою-деканом медичного факультету Університету Дьюка, де була єдиною жінкою на посаді керівника однієї з десяти найкращих медичних шкіл США. Вона залишила посаду декана у 2017 році, а у листопаді 2021 року стала виконавчим віце-президентом та головним науковим директором Бостонської дитячої лікарні.
Ендрюс досліджувала методи лікування та молекулярні механізми хвороб, пов'язаних із залізом, зокрема анемії (дефіциту заліза) та гемохроматозу.
Ендрюс була головою Ради директорів Американської академії мистецтв і наук з 2017 по 2023 рік та зараз є міністром внутрішніх справ Національної академії наук. Вона також входить до рад директорів Novartis, Charles River Laboratories та Maze Therapeutics.

## Особисте життя
Ненсі К. Ендрюс одружена з біологом Бернардом Мате-Прево. Вона є правнучкою судді Апеляційного суду Нью-Йорка Вільяма Шенкланд Ендрюса та письменниці Мері Реймонд Шипман Ендрюс. Також вона — праправнучка головного судді Апеляційного суду Нью-Йорка Чарльза Ендрюса та єпископа Фредеріка Дена Гантінгтона.
Крім того, Ненсі є правнучкою племінницею композитора Роджера Сешнза, брата її бабусі по батьківській лінії — Ханни Сарджент Сешнз Ендрюс.

## Нагороди та почесні відзнаки
- 1993—2006, дослідник, ⁣ Медичний інститут Говарда Хьюза.
- Премія Семюеля Розенталя 1998 року за досконалість в академічній педіатрії.
- Нагорода Американської федерації медичних досліджень за видатні дослідження у галузі фундаментальних наук 2000 року.
- 2002 року нагорода Е. Міда Джонсона від Товариства педіатричних досліджень.
- Нагорода декана за лідерство 2004 року за просування жіночого викладацького складу Гарвардської медичної школи.
- 2006 Обрана до Національної академії медицини, Національних академій наук.
- 2007 Обрана членкинею Американської академії мистецтв і наук[19].
- Премія Вандербільта з біомедичних наук 2010 року.
- Медаль Генрі М. Страттона, Американське товариство гематології, 2013 р.
- 2015 Обрана до Національної академії наук.

## Вибрані публікації
- Ендрюс Н. К., Ерджумент-Бромадж Х., Девідсон М. Б., Темпст П., Оркін С. Х. Еритроїдний транскрипційний фактор NF-E2 — це гематопоетично-специфічний основний лейциновий білок-блискавку. Природа 1993; 362:722-8.
- Флемінг, доктор медичних наук, Тренор, К. К. 3-й, Су, Массачусетс, Форнцлер, Д., Байєр, Д. Р., Дітріх, В. Ф. та Ендрюс, Н. К. У мишей з мікроцитарною анемією є мутація в Nramp2, гені-кандидаті транспортера заліза. Природна генетика 1997; 16:383-6.
- Леві JE, Jin O, Fujiwara Y, Kuo F, Andrews NC. Рецептор трансферину необхідний для розвитку еритроцитів та нервової системи. Природна генетика 1999; 21:396-9.
- Ендрюс, Північна Кароліна. Медичний прогрес: порушення метаболізму заліза. Медичний журнал Нової Англії 1999;341:1986-95.
- Донован A, Браунлі A, Чжоу Y, Шепард J, Pratt SJ, Moynihan J, Paw BH, Drejer A, Barut B, Zapata A, Law TC, Brugnara C, Lux SE, Pinkus GS, Pinkus JL, Kingsley PD, Palis J, Fleming MD, Andrews NC, Zon LI. Позиційне клонування феропортину 1 даніо реріо ідентифікує консервативного експортера заліза хребетних. Природа 2000; 403:776-81.
- Ендрюс, Північна Кароліна. Інша проблема лікарів і науковців: куди поділися всі молоді дівчата? Природна медицина 2002; 8:439-41.
- Донован А, Ліма Каліфорнія, Пінкус Дж. Л., Пінкус Г. С., Зон Л. І., Робін С., Ендрюс Н. К. Експортер заліза феропортин (Slc40a1) є важливим для гомеостазу заліза. Клітинний метаболізм 2005; 1:191-200.
- Гуншин Х., Фудзівара Й., Кустодіо А., ДіРенцо К., Робін С., Ендрюс Н. К. Slc11a2 необхідний для всмоктування заліза в кишечнику та еритропоезу, але відсутній у плаценті та печінці. Журнал клінічних досліджень 2005; 115(5):1258-1266.
- Шмідт П.Дж., Торан П. Т., Джаннетті А. М., Бйоркман П.Дж. та Ендрюс Н. К. Рецептор трансферину модулює Hfe-залежну регуляцію експресії гепцидину. Клітинний метаболізм 2008; 7:205-14.
- Фінберг К. Е., Хіні М. М., Кампанья Д. Р., Айдінок Ю., Пірсон Х. А., Хартман К. Р., Мейо М. М., Семюел С. М., Строус Дж. Дж., Маркіанос К., Ендрюс Н. К., Флемінг М. Д. Мутації в TMPRSS6 викликають залізорезистентну, залізодефіцитну анемію. Природна генетика 2008; 40:569-571.
- Xu W, Barrientos T, Mao L, Rockman HA, Sauve AA, Andrews NC. Летальна кардіоміопатія у мишей, у яких відсутній рецептор трансферину в серці. Звіти про клітини 2015; 13:533-45.